# People's Choice Awards per la nuova serie TV drammatica
Il People's Choice Awards alla nuova serie TV drammatica (Favorite New TV Drama) è un premio televisivo assegnato annualmente.

## Albo d'oro

### Anni 1990-1999
- 1990
  - Rescue 911
- 1991
  - E giustizia per tutti
- 1992
  - Homefront: la guerra a casa
- 1993
  - Melrose Place
- 1994
  - New York Police Department
- 1995
  - E.R. - Medici in prima linea
- 1996
  - Murder One
- 1997
  - Millennium
- 1998
  - Brooklyn South
- 1999
  - L.A. Doctors

### Anni 2000-2009
- 2000
  - Providence
- 2001
  - Dark Angel
- 2002
  - Alias
- 2003
  - CSI: Miami
  - CSI: Scena del crimine
- 2004
  - Joan of Arcadia
- 2005
  - Desperate Housewives
- 2006
  - Prison Break
  - Una donna alla Casa Bianca
  - Criminal Minds
- 2007
  - Heroes
  - Brothers & Sisters - Segreti di famiglia
  - Ugly Betty
- 2008
  - Moonlight
  - Big Shots
  - Bionic Woman
  - I signori del rum
  - Dirty Sexy Money
  - Gossip Girl
  - Journeyman
  - K-Ville
  - Life
  - L'Africa nel cuore
  - Private Practice
  - Women's Murder Club
- 2009
  - 90210
  - Fringe
  - The Mentalist